# トニー谷長男誘拐事件
トニー谷長男誘拐事件（トニーたにちょうなんゆうかいじけん）とは、1955年7月15日に発生したトニー谷の長男（6歳）が誘拐された事件。

## 概要

### 発生
1955年7月15日、人気芸人トニー谷の長男が下校途中に誘拐される。同級生から、連れ去ったのは黒い服の中年の男という証言が得られた。
7月16日午後、誘拐犯から身代金200万円を要求する脅迫状が速達で届くと、事件発生とともにマスコミは大スターの子息が身代金目的で誘拐されたとして大々的に報じた（当時は報道協定がなかった）。トニーは記者会見で芸人としてのギミックを一切かなぐり捨て、悲しみに暮れる一人の中年の父親の姿を報道陣の前に見せ、息子を返還するようカメラの前で号泣しながら犯人に呼びかけた。
しかし、当時のトニーは日頃の行いから極めて評判が悪く、芸人仲間の多くがトニーを信じず「これは事件などでなく、話題作りのためにトニー自身が引き起こした狂言誘拐だ」として冷ややかな目で見ていた（実際は狂言誘拐などではなく、本当に起こった誘拐事件だった）。
トニーの自宅には連日マスコミや野次馬などが集まり、イタズラ電話も頻繁にかけられる中、7月21日午後8時半頃に誘拐犯から身代金の準備に関する確認の電話が入り、トニーはこの電話を本物の犯人からだと直感。犯人が身代金の受け渡し場所を指定すると、トニーは自分が身代金の受け渡し現場まで行くと話し、トレードマークだった髭まで落として変装したが、報道陣の過熱ぶりから家を出られなくなってしまっていた。このため、代理人を立てることを犯人に提案し、交渉した。

### 犯人逮捕
結局、捜査員がトニーに扮して現金を持ち受け渡し場所に向かった。夜10時頃、身代金受け渡し場所に「トニー谷か」と声をかけてくる男が来た。捜査員は別の場所に移動した上で人質を預かっている証拠を提示するよう求めると、男はランドセル、教科書などを提示。真犯人と見た捜査員はさらに別の場所に連れ歩いて共犯がいないことを確認してから逮捕した。長男は長野県更級郡上山田町（現千曲市）の犯人の家に（犯人の）子供と一緒にいることが確認され、無事救出された。東京喜劇人協会の会長だった榎本健一はトニーの自宅に行ってトニーを激励し、トニーの家族とともに解放を喜んだ。
犯人は長野県の雑誌編集者で、地元で雑誌の発行を計画していたが、資金がなかったためにリンドバーグ愛児誘拐事件にヒントを得て身代金誘拐を企てた。犯行の動機について「トニー谷の、人を小バカにした芸風に腹が立った」と語り、事前にとある雑誌でトニーの長男の写真を見ていたため、顔を知っていたことで事件を実行に移していた。

### 事件後
世論は、トニー本人の悪役キャラクターに由来する反感が事件の原因となったという論調が支配的となった。トニーは被害者であったが、マスコミによって出自・前歴など秘密にしていた部分の多くを徹底して暴かれ、メディア不信に陥いる。さらには「誘拐の真因はトニーが世間から嫌われることをやっていたからだ」という論調でジャーナリストの大宅壮一や花森安治などからも非難され、この事件を境にトニーの人気は凋落する。
1957年6月4日、被告に懲役3年の判決が確定。
犯人は完全に営利目的での誘拐であり、金さえ手に入れれば無事に帰すつもりだったため、幸いにも人質の長男を丁重に扱い、肉体的な危害は一切加えなかった。後日トニーは、息子に怪我などをさせず丁重に扱ってくれたお礼として、犯人の家族に対し現金や衣類などを送ったという。被害者であるはずなのにマスコミにより散々に弄ばれたトニーであったが、この話はトニーの生前には一切明かされなかった。

## 評価
後年、ダウンタウンの松本人志は自身の著書｢遺書｣に、トニーの人気が低下したのは“世間の同情の涙を誘い過ぎた事”が原因として｢お笑いタレントにとって涙は禁物｣と書いている。この事件を指して、「喜劇人が人前で泣いてはダメ」という論調はいくつかある。
ただし、トニー谷の人気低迷はこの事件に関係なくその以前からという説もあり、また後のテレビ時代へ順応した谷はレギュラー番組を獲得するなど、その人気は再び上昇する（詳細はトニー谷の項を参照）。